# Samuel Joslin
Samuel Joslin, född 2002 i Kensington, London, är en brittisk skådespelare.
Joslin har bland annat medverkat i filmerna The Impossible. Han har även medverkat i de tre filmerna om Björnen Paddington.

## Filmografi (i urval)
- 2012 – The Impossible
- 2014 – Paddington
- 2017 – Paddington 2
- 2024 – Paddington i Peru